# Elthusa splendida
Elthusa splendida is een pissebed uit de familie Cymothoidae. De wetenschappelijke naam van de soort is voor het eerst geldig gepubliceerd in 1981 door Sadowsky & Moreira.